# Kakopoda cincta
Kakopoda cincta är en fjärilsart som beskrevs av Smith 1900. Kakopoda cincta ingår i släktet Kakopoda och familjen nattflyn. Inga underarter finns listade i Catalogue of Life.